# Bob Lind
Bob Lind (* 25. November 1942 in Baltimore, Ohio; vollständiger Name Robert Neale Lind) ist ein populärer englischsprachiger Sänger, der seine größten Erfolge in den 1960er Jahren feiern konnte. Dabei gilt er als One-Hit-Wonder, da er nur einen Hitparadenerfolg aufweisen konnte: Elusive Butterfly.
Lind schloss 1965 mit der Plattenfirma World Pacific Records einen Plattenvertrag. Sein großer Hit Elusive Butterfly wurde von dieser Plattenfirma veröffentlicht. Er erreichte den fünften Platz in den britischen und US-amerikanischen Singles-Charts. Dabei hätte er als Sänger mit diesem Lied mehr Erfolg haben können, wenn nicht eine Coverversion von Val Doonican etwa zur gleichen Zeit ebenfalls den fünften Platz der britischen Charts erreicht hätte. Mehr als 200 Sängerinnen und Sänger haben Lieder von Bob Lind aufgenommen, u. a. Cher, Glen Campbell, Aretha Franklin, Dolly Parton, Eric Clapton, Nancy Sinatra, die Four Tops und Petula Clark.
1969 zog sich Lind aus dem Musikgeschäft zurück. Vor einigen Jahren ließ er sich in Florida nieder und arbeitete als Schriftsteller.
2004 kehrte Lind ins Musikgeschäft zurück. Er brachte Wiederveröffentlichungen seines Albums Since There Were Circles 2006 und seines Hits Elusive Butterfly 2007 heraus.
| Personendaten    | Personendaten            |
| ---------------- | ------------------------ |
| NAME             | Lind, Bob                |
| KURZBESCHREIBUNG | US-amerikanischer Sänger |
| GEBURTSDATUM     | 25. November 1942        |
| GEBURTSORT       | Baltimore, Ohio          |